# Нюйоркска болница
Болницата на Ню Йорк (на английски: New York Hospital), също Стара нюйоркска болница или Градска болница на Ню Йорк, е основана с кралска харта от крал Джордж III през 1771 г.
Тя е втората най-стара болница в Ню Йорк и третата най-стара в Съединените щати. Първоначално се е намирала на Бродуей, между улиците Дуейн (Duane Street) и Антъни (Anthony Street) (днес Worth Street).
През 1912 г. болницата се слива с Корнелския медицински колеж, а през 1932 г. се преобразува в съвместна институция, „Нюйоркска болница – Корнелски медицински център“, сега Медицински център „Уайл Корнел“, на Йорк авеню. През 1998 г. тя административно се слива с Презвитерианската болница, за да стане Нюйоркска-Презвитерианска болница.